# 徳大寺実淳
徳大寺 実淳（とくだいじ さねあつ）は、室町時代の公卿。徳大寺公有の子。号は禅光院。法名は忍継。

## 略歴
- 文安2年（1445年）に徳大寺公有の子として生まれる。
- 寛正3年（1462年）8月5日、叙従三位。
- 文明13年（1481年）に内大臣（1481年 - 1485年）となる。
- 文明17年（1485年）5月4日、叙従一位。
- 長享元年（1487年）に左大臣（1487年 - 1493年）となる。
- 永正6年（1509年）に太政大臣（1509年 - 1511年）となる。
- 永正8年（1511年）8月21日に出家。
- 天文2年（1533年）に薨去。

## 系譜
- 父：徳大寺公有
- 母：高倉永豊の娘
- 妻：不詳
  - 男子：徳大寺公胤（1487-1526）
  - 男子：日野内光（1489-1527）
  - 女子：徳大寺維子（1481-1566） - 近衛尚通正室、徳大寺公維生母
  - 女子：久我通言室
  - 女子：仁木高長室？[2]